# Ammomarginulina
Ammomarginulina es un género de foraminífero bentónico de la subfamilia Ammomarginulininae, de la familia Lituolidae, de la superfamilia Lituoloidea, del suborden Lituolina y del orden Lituolida. Su especie tipo es Ammomarginulina ensis. Su rango cronoestratigráfico abarca desde el Jurásico hasta la Actualidad.

## Discusión
Clasificaciones previas incluían Ammomarginulina en el suborden Textulariina del orden Textulariida, o en el orden Lituolida sin diferenciar el suborden Lituolina.

## Clasificación
Se han descrito numerosas especies de Ammomarginulina. Entre las especies más interesantes o más conocidas destacan:
- Ammomarginulina beggi
- Ammomarginulina ensis

Un listado completo de las especies descritas en el género Ammomarginulina puede verse en el siguiente anexo.